# Rhomphaea hyrcana
Rhomphaea hyrcana är en spindelart som först beskrevs av Dmitri Viktorovich Logunov och Yuri M. Marusik 1990.  Rhomphaea hyrcana ingår i släktet Rhomphaea och familjen klotspindlar. Inga underarter finns listade i Catalogue of Life.